# Сейль-Нора
Сейль-Нора́ (Сейль-Норах) — невеликий острів в Червоному морі в архіпелазі Дахлак, належить Еритреї, адміністративно відноситься до району Дахлак регіону Семіен-Кей-Бахрі.

## Географія
Розташований біля західного берега острова Нора. Має видовжену з півночі на південь форму. Довжина 2 км, ширина до 500 м. Острів облямований кораловими рифами.